# Gillian Bird
Gillian Elizabeth Bird, née le 7 juin 1957 à Adélaïde (Australie), est une haute fonctionnaire et diplomate australienne. Elle est ambassadrice en France entre novembre 2020 et décembre 2024.

## Éducation
Bird est diplômée d'un Bachelor of Arts de l'université de Sydney et étudie à l'École nationale d'administration en France.

## Carrière
Gillian Bird rejoint le département des Affaires étrangères en 1980, et est basée de 1980 à 1983 à Paris où elle est affectée à la représentation de l'Australie auprès de l'OCDE. De 1986 à 1987, elle occupe un poste à l'ambassade d'Australie à Harare au Zimbabwe, puis de 1990 à 1993 à la mission permanente de l’Australie auprès des Nations unies à New York.
Elle revient en Australie en 1993 comme secrétaire adjointe de la branche exécutive du ministère des Affaires étrangères, et de 1994 à 1997, secrétaire adjointe de la branche « paix, contrôle des armements et désarmement ». De 1997 à 1999, elle est première secrétaire adjointe au sein de la division des organisations internationales et légales, puis de 1999 à 2002, première secrétaire adjointe de la division de l’Asie du Sud et du Sud-Est.
Après un passage en tant que cheffe de la task force sur le livre blanc de la politique commerciale et étrangère du département des Affaires étrangères, elle est nommée en 2002 première secrétaire adjointe de la division internationale du département du Premier ministre et du gouvernement. Elle occupe cette position jusqu'en 2004, date à laquelle elle est nommée secrétaire adjointe de la branche exécutive du département des Affaires étrangères et du Commerce.
En parallèle, Gillian Bird est nommée en 2008 comme première ambassadrice australienne à l'Association des nations de l'Asie du Sud-Est (ASEAN) par Stephen Smith, alors ministre des Affaires étrangères. L'Australie est alors déjà le premier partenaire de dialogue de l'ASEAN depuis 1974, mais la nomination de Bird permet au pays de continuer ses relations amicales avec le bloc tout en lui donnant la possibilité de s'exprimer pour contribuer aux débats régionaux.
Le 11 juin 2014, le Premier ministre Tony Abbott nomme Gillian Bird comme représentante permanente de l’Australie aux Nations unies,. Elle prend ses fonctions en février 2015, remplaçant Gary Quinlan, et présente ses lettres de créance au secrétaire général des Nations unies Ban Ki-moon le 17 février 2015. Ses fonctions prennent fin en octobre 2019, date à laquelle elle est remplacée par l'ancien sénateur Mitch Fifield.
En novembre 2020, elle est nommée ambassadrice d'Australie en France, en Algérie, en Mauritanie et à Monaco, en remplacement de Brendan Berne qui occupait ce poste depuis 2017. Elle présente ses lettres de créance au président Emmanuel Macron le 2 novembre 2021. Elle quitte son poste en décembre 2024.

## Affidavit dans l'affaire de corruption d'agents de la NPA
En juillet 2014, des sites d'information localisés hors d'Australie ont rapporté qu'une ordonnance de suppression avait été émise par la Cour suprême de Victoria pour une déclaration sous serment de Gillian Bird au sujet d'allégations selon lesquelles des agents de Securency and Note Printing Australia (NPA) auraient versé des pots-de-vin totalisant des millions de dollars dans le but d'obtenir des contrats de fabrication de billets de banque en polymère pour la Malaisie, le Vietnam, l'Indonésie et d'autres pays. Une copie de l'ordonnance publiée par Wikileaks, aurait montré que la déclaration sous serment de Bird et le fait même que l'ordonnance de suppression existait, ont été supprimés pour des raisons de sécurité nationale dans tous les médias australiens.

## Décoration
En 2012, Gillian Bird reçoit la médaille du service public pour les services qu'elle a rendus durant sa carrière.